# Cenobio Paniagua
Cenobio Paniagua Vázquez (30 de octubre de 1821, Tlalpujahua, Michoacán - 2 de noviembre de 1882, Córdoba, Veracruz) fue un músico y compositor mexicano, considerado el padre de la ópera romántica en México y un prolífico autor de música religiosa.

## Datos biográficos
Nació el 30 de octubre de 1821 en Tlalpujahua, Michoacán, sus primeros estudios musicales los realizó bajo la dirección de su tío, Eusebio Vázquez, quien dirigía la orquesta de la Catedral de Morelia y le impartió sus primeras clases de violín. Desde muy temprana edad, el músico demostró inquietud por conocer todos los instrumentos que integraban las orquestas pueblerinas. 
En su adolescencia estudió la ejecución de varios instrumentos y composición en Toluca, Estado de México, además, durante esta época creó sus primeras piezas de salón. Alentado por sus primeros triunfos, el músico decidió encaminar sus aspiraciones rumbo a la Ciudad de México. Tras varios intentos fallidos por recibir cátedra de José Antonio Gómez, decidió estudiar por su cuenta mediante métodos extranjeros en diversos idiomas. En 1852, recibió y por 6 años acogió a su coterráneo Miguel Meneses, a quien le enseñó composición musical y luego trabajó para él, para la orquesta de Catedral Metropolitana. 
Posteriormente, Paniagua tuvo la iniciativa de crear su primera ópera, y al no haber libretos ni libretistas, tomó uno de Felice Romani, libretista de Vincenzo Bellini, y dio vida a su primera obra, titulada Catalina de Guisa, ópera en tres actos estrenada el 29 de septiembre de 1859, en el Gran Teatro Nacional, la cual fue dedicada al general Miguel Miramón. El éxito que obtuvo con su primera obra lo animó a crear la Academia de Armonía y Composición, donde estudiaron Melesio Morales, Mateo Torres Serratos, Miguel Planas y Miguel Meneses. 
Fue profesor de Ángela Peralta. En dicho instituto se crearon óperas como Cleotilde de Coscenza, de Octaviano Valle; Adelaida y Comingio, de Ramón Vega; Atala, Agorante, rey de Nubia y La reina de las hadas, de Miguel Meneses y Romeo y Julieta e Ildegonda, de Melesio Morales, las cuales fueron representadas en su compañía, la primera empresa operística mexicana. Entre 1862 y 1863 participó en diversos conciertos organizados por un grupo de mujeres liberales encabezado por Margarita Maza.
En 1863 compuso la ópera Pietro d’Abano (1863), obra que festejaba la derrota del ejército francés en Puebla en mayo del año anterior. En ese mismo año se le acusó de plagiario, pues se decía que su obra Catalina de Guisa era una copia de una obra italiana llamada Marcos Visconti, compuesta en 1855. Al parecer los críticos olvidaron que Paniagua había compuesto su obra 10 años antes. Dos años después, ya durante el gobierno del emperador Maximiliano de Habsburgo, intentó viajar a Cuba, pero luego de tres años de espera, en 1868 se trasladó a Córdoba, donde vivió hasta su muerte acaecida el 2 de noviembre de 1882. Compuso además la ópera El paria, el oratorio Tobías, la pieza escénica breve El paria, un Réquiem y más de 70 misas.

## Archivo Zevallos Paniagua
El 27 de mayo de 2002, los musicólogos Eugenio Delgado y Áurea Maya anunciaron el hallazgo y rescate del archivo musical de Cenobio Paniagua. El acervo está integrado, además, por obras de uno de los hijos de Cenobio Paniagua, Manuel, así como de algunos compositores contemporáneos a ellos, tanto nacionales como extranjeros. Los mencionados musicólogos publicaron un catálogo de tal archivo en el Centro Nacional de Investigación, Documentación e Información Musical "Carlos Chávez" Cenidim. El catálogo está integrado por 376 fichas e incluye 135 obras del autor michoacano y 20 atribuibles a él; 90 de su hijo Manuel y 40 que se le son atribuidas; 28 de compositores mexicanos y 22 de europeos y numerosas de origen anónimo. Entre el material más sobresaliente se encuentran los manuscritos de la mencionada ópera Catalina de Guisa, aunque incompletos, pues sólo se localizaron las partituras del tercer acto, orquestado, y las del primero y el tercero, en la versión para piano; del segundo acto, sólo se tiene la guía del apuntador. Empero, se cuenta con todas las partes de las voces de principio a fin de la obra. También se encontró la segunda ópera escrita por Paniagua, Pietro d’Abano, de la cual falta la partitura de la orquesta, pero están tanto la parte vocal con piano como las particellas.
Las indagaciones llevaron a la localización de otra ópera de la cual la historia no daba noticia, intitulada Clementina. En contraste, no apareció nada en el archivo de la ópera El paria, que sí está consignada en los registros históricos.
También se encontraron seis zarzuelas, género que se ignoraba hubiera sido abordado por el compositor, así como un cuarteto de cuerdas.
Obras corales, para pequeña orquesta y banda, salmos, oratorios, pastorelas y piezas para piano completan el catálogo, así como escritos teóricos de fin diverso, como de solfeo, armonía, ejercicios de canto y métodos de contrabajo.
Delgado señala que una vez editado el catálogo, el paso siguiente será digitalizar el material para subirlo a internet y, eventualmente, editar un CD-rom. También planean iniciar una serie de ediciones de las obras que, a su juicio, son las más interesantes.

## Obras

### Óperas
- Catalina de Guisa (1859)
- Pietro d’Abano (1863)
- El paria
- Clementina
- 6 zarzuelas (inéditas y no estrenadas)
- Pastorelas (inéditas y no estrenadas)

### Música religiosa
- 70 misas
- Réquiem
- Salmos
- Las siete palabras
- La pasión de Jesucristo

### Música de cámara
- 1 cuarteto de cuerdas